# Козачий Гай
Коза́чий Гай — село в Україні, у Зайцівській сільській територіальній громаді Синельниківського району Дніпропетровської області. Населення за переписом 2001 року становить 25 осіб. 

## Історія
7 (20) листопада 1917 року, відповідно до Третього Універсалу Української Центральної Ради, увійшло до складу Української Народної Республіки.
До 2017 року орган місцевого самоврядування - Майська сільська рада.
12 червня 2020 року, відповідно до розпорядження Кабінету Міністрів України № 709-р від «Про визначення адміністративних центрів та затвердження територій територіальних громад Дніпропетровської області», увійшло до складу Зайцівської сільської громади.
19 липня 2020 року, в результаті адміністративно-територіальної реформи та ліквідації   Синельниківського (1923—2020) району, село увійшло до складу новоутвореного Синельниківського району.

## Географія
Село Козачий Гай знаходиться на відстані 2 км від сіл Новопавлоградське і Водяне. Поруч проходять автомобільна дорога Т 0416 і залізниця, платформа 1017 км за 500 м.

## Населення

### Мова
Розподіл населення за рідною мовою за даними перепису 2001 року:
| Мова       | Кількість | Відсоток |
| ---------- | --------- | -------- |
| українська | 22        | 88%      |
| російська  | 3         | 12%      |
| Усього     | 25        | 100%     |

## Інтернет-посилання
- Погода в селі Козачий Гай [Архівовано 21 Грудня 2011 у Wayback Machine.]